# Biemna rufescens
Biemna rufescens är en svampdjursart som beskrevs av Patricia R. Bergquist och Fromont 1988. Biemna rufescens ingår i släktet Biemna och familjen Desmacellidae.
Artens utbredningsområde är havet kring Nya Zeeland. Inga underarter finns listade i Catalogue of Life.